# Xã Cimarron, Quận Gray, Kansas
Xã Cimarron (tiếng Anh: Cimarron Township) là một xã thuộc quận Gray, tiểu bang Kansas, Hoa Kỳ. Năm 2010, dân số của xã này là 2.647 người.